# Crișul Negru (sit SCI)
Crișul Negru este o arie protejată (arie specială de conservare — SAC, sit de importanță comunitară — SCI) din România, desemnată în scopul protejării biodiversității și menținerii într-o stare de conservare favorabilă a florei spontane și faunei sălbatice, precum și a habitatelor naturale de interes comunitar aflate în arealul zonei de protecție. Aceasta se întinde pe teritoriile administrative ale județelor Bihor și Arad.

## Localizare
Aria naturală se află în extremitatea nord-vestică a județului Arad și cea sud-vestică a județului Bihor, întinsă de-a lungul luncii Crișului Negru, de la Șoimi până la Ant (aproape de granița cu Ungaria), intersectată de drumul național DN79, care leagă Aradul de municipiul Oradea.  Centrul sitului Crișul Negru este situat la coordonatele 46°41′03″N 21°46′20″E / 46.684214°N 21.772244°E. Acesta se întinde pe teritoriile administrative ale județelor Arad (Mișca, Zerind) și Bihor (Avram Iancu, Batăr, Căpâlna, Ciumeghiu, Cociuba Mare, Holod, Șoimi, Tinca).

## Înființare
Zona a fost declarată sit de importanță comunitară prin Ordinul Ministerului Mediului și Dezvoltării Durabile Nr.1964 din 13 decembrie 2007 (privind instituirea regimului de arie naturală protejată a siturilor de importanță comunitară, ca parte integrantă a rețelei ecologice europene Natura 2000 în România) și se întinde pe o suprafață de 1.822,8 hectare. Situl a fost protejat și ca arie specială de conservare (ROSAC0317) în mai 2022.

## Biodiversitate

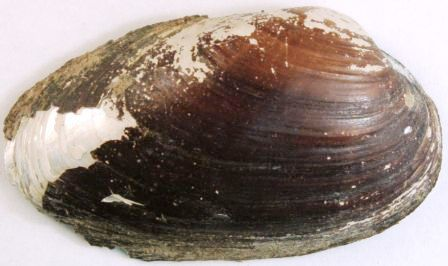
Scoică-mică-de-râu (Unio crassus)

Situl reprezintă o suprafață (încadrată în regiunea biogeografică continentală și panonică a Câmpiei Crișurilor) în lunca Crișului Negru , arie protejată (râuri, mlaștini, turbării, lacuri, lunci aluviale, pajiști și păduri de foioase) ce adăpostește, conservă și protejază o comunitate importantă de scoici, cu indivizi din specia Unio crassus (scoică-mică-de-râu), specie cu risc ridicat de dispariție în sălbăticie (înclusă în lista roșie a IUCN)) și aflată la baza desemnării sitului.
Alte specii faunistice (mamifere, amfibieni, reptile și pești) semnalate în arealul sitului: liliac-de-iaz (Myotis dasycneme), izvoraș-cu-burta-galbenă (Bombina variegata), buhai de baltă cu burta roșie (Bombina bombina, specie considerată ca vulnerabilă și aflată pe lista roșie a IUCN), triton cu creastă (Triturus cristatus), tritonul cu creastă danubian (Triturus dobrogicus), mreană vânătă (Barbus meridionalis), porcușorul de vad (Gobio uranoscopus), zvârlugă (Cobitis taenia), fusar (Zingel strebe), avat (Aspius aspius) sau dunăriță (Sabanejewia aurata).
Flora este constituită din zăvoaie cu specii de salcie albă (Salix alba) și plop alb (Populus alba).

## Căi de acces
- Drumul național DN79 pe ruta: Timișoara - Arad - Zimandu Nou - Șimand - Nădab - Chișineu-Criș - Zerind.